# Sarconesia versicolor
Sarconesia versicolor är en tvåvingeart som beskrevs av Jacques-Marie-Frangile Bigot 1857. Sarconesia versicolor ingår i släktet Sarconesia och familjen spyflugor. Inga underarter finns listade i Catalogue of Life.